# ラルフ・パケット
ラルフ・パケット・ジュニア（Ralph Puckett Jr., 1926年12月8日 - 2024年4月8日）は、アメリカ合衆国の軍人。最終階級は大佐。

## 人物
朝鮮戦争中、アメリカ陸軍の将校として第8軍レンジャー中隊の指揮を執った。1950年11月25日、51人の隊員からなるレンジャー中隊は第205高地（Hill 205）を巡って中国人民志願軍と戦い、パケットはこの際の戦功から殊勲十字章を受章した。
2021年5月21日、第205高地での戦功について、ジョー・バイデン大統領から改めて名誉勲章を授与された。2022年11月29日、ヒロシ・H・ミヤムラが死去したため、存命中の朝鮮戦争での名誉勲章受章者としてはパケットが最後の1人となった。

## 経歴
1926年、ジョージア州ティフトンにて父ラルフ・シニア（Ralph Puckett Sr.）と母クララ・ステッドマン（Clara Stedman Pucket）の第二子として生を受ける。姉と弟が1人ずつあった。10年生まで地元の学校に通った後、テネシー州チャタヌーガの学校に進む。1940年代初頭にはベイラー・スクールを卒業。
第一次世界大戦における飛行士らの活躍に憧れていたパケットは、自らも飛行士を志して陸軍航空隊下士官兵予備役（U.S. Army Air Corps Enlisted Reserve）に入隊した。ジョージア工科大学で学ぶ傍ら士官候補生としての教育を受けていたものの、第二次世界大戦の終結が迫るに連れて飛行士の需要は失われ、パケットは飛行士になる可能性が失われたと判断した時点で除隊した。その後、父の勧めもあり、飛行士の訓練が引き続き行われていた陸軍士官学校への進学を決意した。1945年7月、陸軍士官学校に入学した。在学中は陸軍ボクシングチームの主将を務めていた。1949年、卒業と共に歩兵科少尉に任命された。それから空挺学校に進んだものの、降下訓練が始まってから間もなくして朝鮮戦争が勃発した。
開戦後、米第8軍では北朝鮮側の小部隊によるゲリラ活動の効果に注目し、これに対抗する同種の特殊部隊の編成に着手した。計画の責任者は第8軍作戦計画担当参謀部（G3）の雑務課に勤務するジョン・H・マギー大佐（John H. McGee）で、彼はわずか7週間で人員の採用や編成表の作成、訓練などを終えねばならなかった。1950年8月8日、東京に向かったマギーは隊員集めに着手するが、この時に推薦された将校の1人がパケット少尉だった。当時、パケットは緒戦で大きな損害を受けた第24歩兵師団への補充要員の1人として日本に派遣されていた。パケットはすぐにレンジャー部隊に志願したものの、レンジャー中隊に少尉は足りていて、開いているのは大尉が務める部隊長職のみと伝えられた。しかし、パケットは「分隊長や小銃兵としてでもよい」（本来は少尉より下級の下士官兵が務める役割）と返答して再志願を行った。マギー大佐はパケットの積極的な姿勢に感銘を受け、通常は大尉が務める中隊長の職をパケットに与えることを決めた。
パケットはマギーが選んだ小隊長2人（2人とも士官学校同期卒の少尉だった）と共に、志願者の中から必要な人員、すなわち下士官兵74人の選抜を行った。こうして選ばれた隊員には、白人、ヒスパニック、日系二世、黒人など、様々な出自の隊員がいた。彼らの多くは事務員、タイピスト、料理人、機械工など、日本での安全な後方勤務に割り当てられていたが、自らの能力を証明するために敢えて危険な任務に志願したのだった。歩兵として訓練を受けた者も、戦闘経験がある者もほとんどいなかった。パケットは自らの部下について、後に「私の考えでは、人種、民族、宗教、出身などは何ら気にならなかった。問題は彼らがベルトのバックルの後ろと両耳の間に何を持っているかだ。つまり、歩兵やレンジャーとして、彼らは十分な根性と頭脳を備えているだろうか、ということだ」と語った。
8月25日、第8軍レンジャー中隊が正式に発足。9月1日には日本を出発し、翌日には釜山に到着した。前線近くでの訓練を経て、10月14日から第25歩兵師団付きの部隊として対ゲリラ作戦に従事する。なお、パケットを含む少尉3人は、10日に中尉へと昇進している。

### 第205高地
パケットと第8軍レンジャー中隊の名は、1950年11月25日の第205高地を巡る戦いでの勝利によって広く知られることになった。第205高地は清川江を見下ろす戦略的要衝である。
レンジャー中隊に与えられていた任務は、戦車小隊の援護を受けつつ第205高地を攻撃、これを確保することであった。部隊が砲撃を受けつつも第205高地に登ると、中国兵は既に撤退していた。パケットは塹壕を掘るよう部下に命じた後、砲兵隊と砲撃支援の計画を調整し、まもなく始まるであろう中国軍の反抗に備えた。この時、連合国軍は各地で共産軍の圧力に晒されており、第205高地から最も近い友軍部隊でさえ1マイル以上離れた位置にあった。
22時00分、迫撃砲の一斉砲撃と同時に大隊規模（500人程度）の中国軍部隊による反抗が始まった。この最初の攻撃の際、パケットは手榴弾片を受けて太腿を負傷している。レンジャー隊員らは砲撃支援を受けつつ応戦し、5度の攻撃を退けた。しかし、最後の攻撃が始まった時点で、中国軍による全戦線での攻勢が行われており、敵地の中で孤立した第205高地は砲撃支援を受けることができなくなっていた。戦いの最中、パケットはさらに迫撃砲の至近弾によって足、左肩、左腕を負傷し、身動きが取れなくなった。迫撃砲弾の炸裂を見て駆けつけた部下のウィリアム・L・ジュディ（William L. Judy）に無事かと尋ねられると、パケットは自分を置いて撤退せよと命じた。ジュディはこれを無視してデイヴィッド・L・ポーラック（David L. Pollack）とビリー・G・ウォールズ（Billy G. Walls）の両上等兵を呼んだ。パケットは自分を置いて撤退するよう繰り返し命じたが、上等兵らもこれを無視し、パケットを連れて後退した。やがて、彼らは前日に分かれていた戦車小隊との再合流に成功し、支援を受けつつ部隊全体が撤退に成功した。

### 朝鮮戦争後
重傷を負ったパケットは本土に後送されて療養することになった。怪我の重さを鑑みて傷痍除隊を勧められたものの拒否している。フォート・ベニングでの療養生活の最中、パケットは未来を予測できると主張する兵士と出会う。その兵士はパケットが金髪の娘と黒髪の娘に出会い、どちらかと結婚するだろうと語ったが、胡散臭さを感じたパケットは彼を追い払った。数週間後、見舞いに訪れた家族にこの「預言者」の話をして笑っていると、誰かの見舞客らしい金髪の娘と黒髪の娘が病室を覗いているのに気づいた。父ラルフ・シニアは「あの子たちのどっちかと結婚するんだろう」と笑った。ラルフは金髪のジーン・マーティン（Jean Martin）をとても魅力的に思い、その後も何度か見舞いに訪れた彼女と交流を続けた末、1952年11月26日には結婚した。
退院後、パケットは陸軍歩兵学校レンジャー部の山岳レンジャー部隊に部隊長として2年間務めた。その後、最初のレンジャー部隊顧問としてコロンビアに派遣され、コロンビア陸軍レンジャー学校の設立に携わる。西ドイツ駐留の第10特殊部隊グループ（10th SFG）に移った後はBチームおよびCチームで指揮を執る。1967年、パケット中佐は第101空挺師団第502歩兵連隊第2大隊長としてベトナムに派遣される。同年8月、チューライ近くにおける防衛指揮の戦功から2度目の殊勲十字章に推薦される。

## 退役

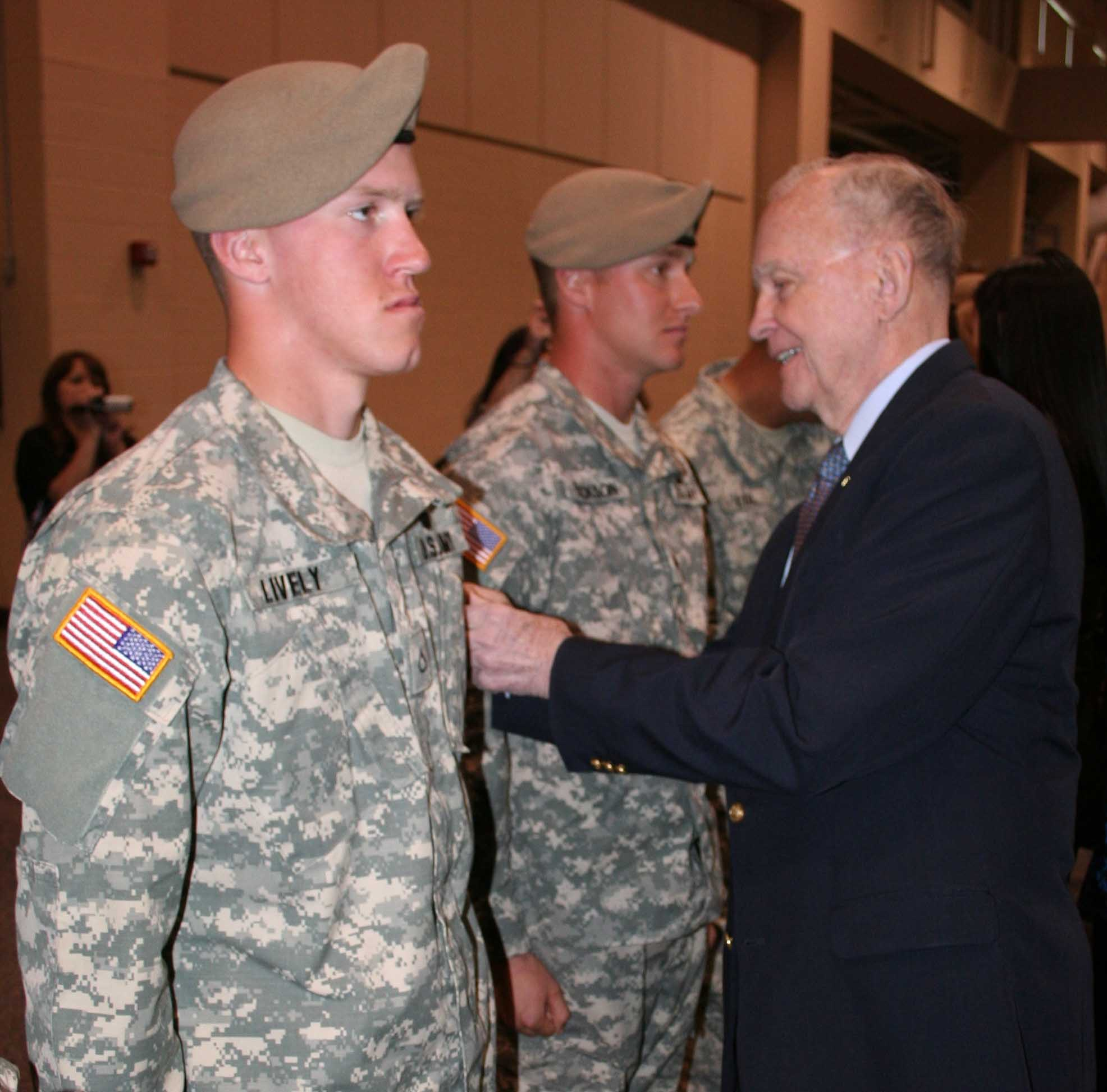
パケットとレンジャー隊員ら（2010年）

1971年に大佐の階級で陸軍を退役し、アウトワード・バウンドに務めた。また、その後はディスカバリー社（Discovery, Inc.）を創業したほか、ソフト・ハードウェア開発企業であるマイクロビルド社（MicroBilt, Inc.）に副社長として名を置いていた。
1992年、レンジャー殿堂（U.S. Army Ranger Hall of Fame）にパケットの名が加えられた。1996年から2006年まで第75レンジャー連隊の名誉大佐（Honorary Colonel）を務め、これに対し殊勲文民記章が贈られている。パケットは歩兵学校の名誉教官とされており、卒業者向けの講演もしばしば担当する。1998年にはセント・モーリス勲章を受章し、同年のレンジャー・オブ・ザ・イヤー（Ranger of the Year）には彼が朝鮮戦争で率いたレンジャー中隊が選ばれた。1999年、ギャザリング・オブ・イーグルズの会員となる。2004年、故郷ティフトンの殿堂（Wall of Fame）に彼の名が加えられた。西半球安全保障協力研究所親善大使、2004年度陸軍士官学校殊勲卒業生、2007年度ダウボーイ賞などにも選ばれている。執筆活動も行っており、『Words for Warriors: A Professional Soldier's Notebook』などの著書を発表しているほか、各メディアにも記事を寄せている。
現在はジョージア州コロンバスに妻と共に暮らしている。2人の娘と1人の息子、6人の孫がある。

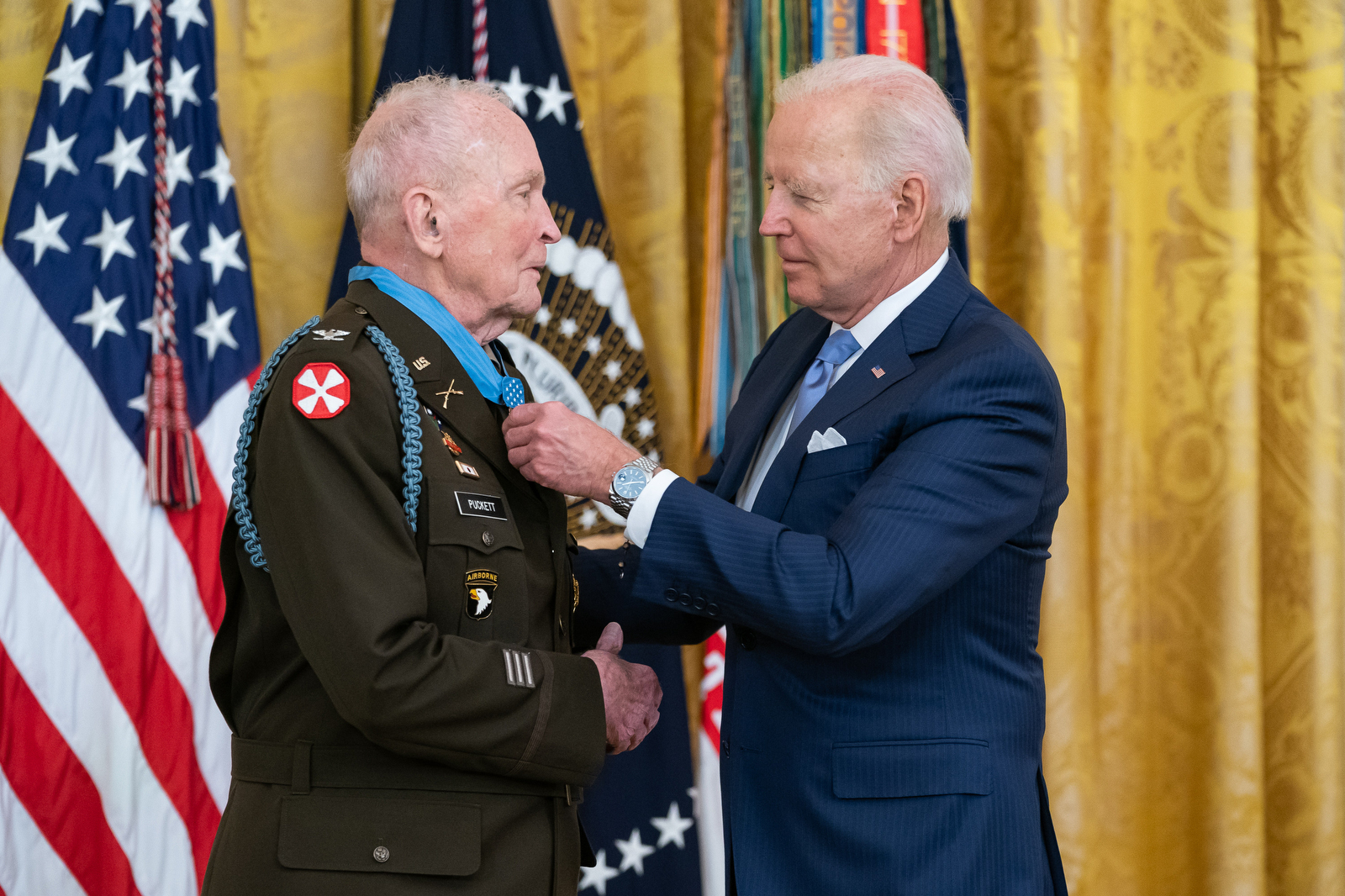
バイデン大統領から名誉勲章を授与されるパケット（2021年）

2021年5月21日、第205高地での戦功について受章した殊勲十字章を格上げする形で、ジョー・バイデン大統領から名誉勲章を授与された。この際の式典には韓国の文在寅大統領も出席し、彼らの貢献あってこそ韓国に自由と民主主義が根付いたのだとして、朝鮮戦争にてパケットとレンジャー中隊が果たした役割を讃えた。文は授与式典に招かれた最初の外国首脳であった。パケットへの名誉勲章の授与は、元レンジャー隊員の作家、ジョン・ロック退役中佐（John Lock）の働きかけによるものだった。
2024年4月8日の朝にジョージア州コロンバスの自宅で死去。97歳没。

## 受章
パケットはアメリカ軍人として以下の勲章等を受章している。
|  | 名誉勲章                         |
|  | 戦闘歩兵記章（2度）              |
|  | 熟練空挺記章                     |
|  | グライダー記章                   |
|  | レンジャー・タブ                 |
|  | ランセーロ課程記章（コロンビア） |
|  | 空挺記章（ドイツ連邦共和国）     |
|  | 空挺記章（ギリシャ）             |
|  | 空挺記章（南ベトナム）           |

| Bronze oak leaf cluster                                                                               | 殊勲十字章（柏葉章付）                   |
| Bronze oak leaf cluster                                                                               | 銀製章（柏葉章付）                       |
| Bronze oak leaf cluster · Bronze oak leaf cluster                                                     | レジオン・オブ・メリット（2重柏葉章付）  |
| Bronze oak leaf cluster                                                                               | 銅星章（柏葉章付）                       |
| Bronze oak leaf cluster · Bronze oak leaf cluster · Bronze oak leaf cluster · Bronze oak leaf cluster | 名誉戦傷章（4重柏葉章付）                |
| | エア・メダル（9重柏葉章付）              |
| | 陸軍褒章メダル                           |
| | 武勇十字章（椰子葉付、南ベトナム）       |
| | 殊勲文民記章                             |
| | 特殊作戦軍記章                           |
| | セント・モーリス勲章（プリミケリウス級） |

### パケットの名に因むもの
- 州間高速道路185号線（英語版）の端からフォート・ベニングへ至る道路は、2012年6月8日にカーネル・ラルフ・パケット・パークウェイ（Colonel Ralph Puckett Parkway）と改称された[17][18]。
- アメリカ陸軍レンジャーには、彼の名をとったラルフ・パケット大佐記念指導章（Colonel Ralph Puckett Leadership Award）の制度がある。この制度によって授与される記念章は3種類ある。

1つ目の章は、第75レンジャー連隊にて下級将校向けに定められたものである。これは3日間夜通しで行われるレンジャー競技会の最優秀者に与えられ、受章者はマッカーサ記念章（陸軍全体から選出される）の候補に推薦される。
2つ目の章は、レンジャー課程を修了した将校に贈られるものである。
3つ目の章は、機動部隊大尉課程（MCCC）において特段の成績を残したものに贈られるものである。